# Wolfgang Herrndorf
Wolfgang Herrndorf (Hamburg, 1965. június 12. – Berlin, 2013. augusztus 26.) német író, festő, illusztrátor és karikaturista.

## Élete és munkássága
Wolfgang Herrndorf Norderstedtben nőtt fel, ahol a Coppernicus Gymnasium-ba járt. A nürnbergi Képzőművészeti Akadémián tanult festészetet. Illusztrátorként és szerzőként dolgozott többek között a Luke & Trooke fanzine-ben, a Haffmans Verlagban és a Titanic szatirikus magazinban.
2002-ben jelent meg a Zweitausendeins kiadónál debütáló regénye, az In Plüschgewittern. A főszereplő körülbelül 30 éves kora ellenére Herrndorf ifjúsági regényként írja le a regényt. A kritikusok populáris irodalomként írták le a regényt, az In Plüschgewittern átdolgozott változatát a Rowohlt kiadó 2008-ban újra kiadta. Az Eichborn Verlag 2007-ben Diesseits des Van-Allen-Gürtels címmel megjelentette az egymással összefüggő novellák gyűjteményét Herrndorftól; Ugyanebben az évben a SuKuLTuR-Verlag kiadott egy kitalált interjút Herrndorf és egy megbízhatatlan űrhajós között, amely számos tudományos-fantasztikus elemet tartalmazott. A megbízhatatlan narrátorok visszatérő elemei Herrndorf fikciójának, amelyet Vladimir Nabokov hatásának tulajdonítanak.
Kritikailag és kereskedelmileg legnagyobb sikere a Tschick (angolul Why We Took the Car címen jelent meg) című regénye volt, amely két tizennégy éves fiúról szól. A könyv több mint egy évig szerepelt a németországi legkelendőbb könyvek listáján. Következő, Sand című regényét 2011 novemberében jelentette meg. A regény krimi, társadalomregény és történelmi regény elemeit tartalmazza. Herrndorf viccelődött, a regény a „Trottelroman” (idióta regény) műfajába tartozhat. A Sand 2012-ben elnyerte a Lipcsei Könyvvásár díjat, a „Tschick”-et tavaly ugyanerre a díjra jelölték. Herrndorf barátja, Robert Koall vette át a díjat Herrndorf helyett. A Sand bekerült a Német Könyvdíj szűkített listájára is.
A Berlinben élő Herrndorf rendszeresen írt a „Wir höflichen Paparazzi” internetes fórumba (német webfórum, amely hírességekkel való véletlenszerű találkozásokról számol be), amely elismerten erős hatást gyakorolt Herrndorfra, és a rezonancia tereként működött. Részt vett a "Riesenmaschine" (német együttműködési blog) webbloghoz is. Tagja volt az „Autonama” nemzeti szerzői labdarúgócsapatnak. Miután 2010 februárjában rosszindulatú agydaganatot (glioblasztómát) diagnosztizáltak nála, digitális naplóba kezdett „das Blog Arbeit und Struktur” (a Work and Structure blog) néven, amelyben beszámol halálos betegségéről. A Rowohlt kiadó posztumusz 2013 decemberében jelent meg könyv formájában, a szerző kérésének megfelelően.
Helmut Kohl akkori kancellár képe, amelyet Herrndorf a Titanic számára festett Vermeer stílusában, 1996-ban vált ismertté. 1997-ben Haffmans Verlag kiadta a klasszikus Kohl 1998 falinaptárt tizenkét Kohl portréjával, olyan híres festők stílusában, mint Cranach, Magritte és Baselitz. Kohlnak a Frankfurti Könyvvásáron mutatták be a naptárt.
2015 óta Herrndorf festményei a Literaturhaus Berlin és a Literaturhaus Münchenben, valamint a Kunsthaus Stade kiállításain láthatók. Herrndorf özvegye, Carola Wimmer részt vett a művek kiválasztásában.

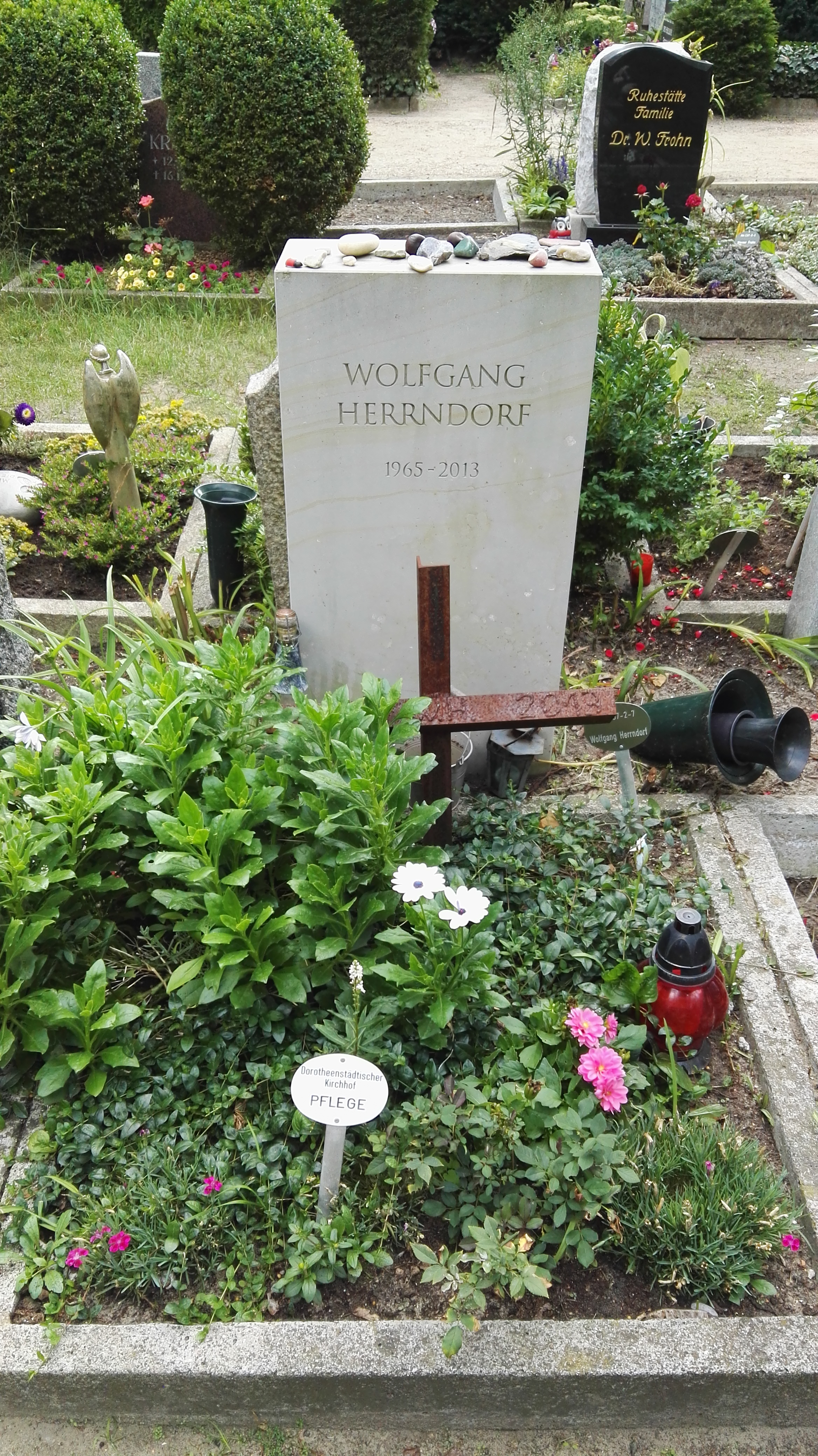
Herrndorf sírja Dorotheenstadtban

2013. augusztus 26-án Herrndorf öngyilkos lett Berlinben. A Dorotheenstadt temetőben temették el. 2014-ben a Rowohlt befejezetlen regényként adta ki a Tschick folytatását Isa szemszögéből Bilder deiner großen Liebe (Igaz szerelmed képei) címmel. Kathrin Passig és Marcus Gärtner epilógusa azt állítja, hogy Herrndorf maga hagyta jóvá a kiadást és határozta meg a címet. A könyvet először 2015-ben adták színdarabként a Staatsschauspiel Dresdenben, Jan Gehlers rendezésében.

## Bibliográfia

### Regények
- 2002 – In Plüschgewittern · ISBN 3-86150-504-5
- 2010 – Tschick · ISBN 978-3-87134-710-8
  - Csikk – Scolar, Budapest, 2012 · ISBN 9789632443317 · Fordította: Bán Zoltán András
- 2011 – Sand · ISBN 978-3-87134-734-4
- 2014 – Bilder deiner großen Liebe – befejezetlen · ISBN 978-3-87134-791-7

### Napló
- 2013 – Arbeit und Struktur · ISBN 978-3-87134-781-8

### Egyéb munkái
- 1998 – with Jürgen Roth: Heribert Faßbender – Gesammelte Werke. Band IX/5: Europameisterschaft 1996, Italien–Deutschland. · ISBN 978-3-88474-658-5 · (mint szerkesztő)
- 2007 – Diesseits des Van-Allen-Gürtels · ISBN 978-3-8218-5794-7 · (Hat novellából álló gyűjtemény)
- 2007 – Die Rosenbaum-Doktrin · ISBN 978-3-937737-72-0 · (Kitalált interjú. Megjelent: Schöner Lesen, 64. szám)
- 2018: Stimmen. Texte, die bleiben sollten · ISBN 978-3-7371-0057-1 · (2001 és 2010 között írt irodalmi szövegek gyűjteménye.)

## Kiállítások
- 2017: Das unbekannte Kapitel. Wolfgang Herrndorfs Bilder. Kunsthaus Stade, 2017. június 24-től október 3-ig
- 2015: Wolfgang Herrndorf: Bilder. Literaturhaus Berlin, 2015. június 13. és szeptember 6. között
- 2016: „Zitate“ – Bilder von Wolfgang Herrndorf. Literaturhaus München, 2016. július 6. és szeptember 25. között

## Díjai
- 2004: Kelag-Publikumspreis beim Ingeborg-Bachmann-Wettbewerb für Diesseits des Van-Allen-Gürtels
- 2008: Deutscher Erzählerpreis für Diesseits des Van-Allen-Gürtels
- 2008: 1. Internationaler Eifel-Literatur-Förderpreis
- 2011: Nominierung für den Preis der Leipziger Buchmesse, Kategorie Belletristik mit Tschick
- 2011: Clemens-Brentano-Preis für Tschick
- 2011: Deutscher Jugendliteraturpreis für Tschick
- 2012: Hans-Fallada-Preis für Tschick
- 2012: Preis der Leipziger Buchmesse für Sand (Kategorie: Belletristik)
- 2012: Literaturpreis des Kulturkreises der deutschen Wirtschaft
- 2013: Sonderpreis der Goldenen Blogger

## Fordítás
- Ez a szócikk részben vagy egészben  a   Wolfgang Herrndorf című angol Wikipédia-szócikk fordításán alapul.  Az eredeti cikk szerkesztőit annak laptörténete sorolja fel. Ez a jelzés csupán a megfogalmazás eredetét és a szerzői jogokat jelzi, nem szolgál a cikkben szereplő információk forrásmegjelöléseként.
- Ez a szócikk részben vagy egészben  a   Wolfgang Herrndorf című német Wikipédia-szócikk fordításán alapul.  Az eredeti cikk szerkesztőit annak laptörténete sorolja fel. Ez a jelzés csupán a megfogalmazás eredetét és a szerzői jogokat jelzi, nem szolgál a cikkben szereplő információk forrásmegjelöléseként.